# Mydaea triseta
Mydaea triseta är en tvåvingeart som beskrevs av Charles Howard Curran 1931. Mydaea triseta ingår i släktet Mydaea och familjen husflugor. Inga underarter finns listade i Catalogue of Life.